# 사이보그 캅
《사이보그 캅》(Cyborg Cop)은 미국에서 제작된 샘 퍼스텐버그 감독의 1994년 액션, SF 영화이다. 데이빗 브래들리 등이 주연으로 출연하였고 대니 레너 등이 제작에 참여하였다.
이 영화는 후속작이 2편 있다: 사이보그 캅 2, 사이보그 캅 3 (1995년 Terminal Impact라는 이름으로 개봉)

## 출연

### 주연
- 데이빗 브래들리
- 존 라이스 데이비스
- 토드 젠슨

### 조연
- 알로나 쇼
- 론 스머자크
- 루퍼스 스워트
- 안소니 프리드존
- 샬롬 케넌

## 기타
- 미술: 존 로즈웨인
- 의상: 루이 플립